# HD 101065
HD 101065、通称プシビルスキ星 (Przybylski's Star) は、太陽系から約360光年の位置にある恒星で、ケンタウルス座に属する。

## 研究の歴史
1961年に、ポーランド出身でオーストラリアの天文学者アントニイ・プシビルスキは、HD 101065がスペクトル分類の標準的枠組みに合致しない特異なスペクトルを持つことを発見した。プシビルスキの観測結果は、鉄とニッケルの存在量が著しく低く、ストロンチウム、ホルミウム、ニオブ、スカンジウム、イットリウム、セシウム、ネオジム、プラセオジム、トリウム、イッテルビウム、ウランの存在量が著しく大きいことを示していた。実際、当初プシビルスキはスペクトル線中に鉄がほとんど存在しないという結果を疑っていた。現代の研究によれば、鉄族元素は通常よりもいくらか低いレベルであるが、ランタノイド及び他の特異な元素の存在量が非常に過剰であることは明らかである。ランタノイド元素は太陽に比べて1,000倍から10,000倍の豊富に存在している。これらの特異な金属元素の存在率から、この天体はAp星に分類される。
プシビルスキ星にはまた、アクチニウム、プロトアクチニウム、ネプツニウム、プルトニウム、アメリシウム、キュリウム、バークリウム、カリホルニウム、アインスタイニウムなど多くの半減期の短いアクチノイド元素も存在している。その他、テクネチウムやプロメチウムなどの放射性元素も見られる。
HD 101065は、23.8 ± 1.9 km s-1と、近隣の恒星に比べて大きな特異運動を持つ。

## 特徴
HD 101065 は高速振動Ap星（roAp星）のプロトタイプとされる。1978年に、12.15分周期での変光が測光により発見された。
8秒離れた位置に見える14等級の恒星を伴星に持つ。2つの星は1,000auほど離れているが、たまたま同じ方向に見えるだけで重力的に拘束し合っていない見かけの二重星である可能性もある。